# Kurt Pflugbeil
Kurt Leopold Pflugbeil (n. 9 mai 1890, Hütten⁠(d), districtul Sächsische Schweiz-Osterzgebirge, Saxonia, Germania – d. 31 mai 1955, Weende⁠(d), Republica Federală Germania, Germania) a fost un general german (General der Flieger) din cadrul Luftwaffe, care a comandat Corpul IV Aviație și Luftflotte 1 în timpul celui de-al Doilea Război Mondial. A fost decorat cu Crucea de Cavaler al Crucii de Fier cu frunze de stejar.
A fost decorat pe 19 septembrie 1941 cu Ordinul „Mihai Viteazul” cl. III-a „pentru destoinicia și devotamentul cu care a colaborat în operațiuni aeriene, cu aviația română, contribuind la reușita operațiunilor pentru desrobirea Bucovinei de Nord și Basarabiei”.
Pflugbeil a comandat Corpul IV Aviație în A doua bătălie de la Harkov, în Bătălia de la Stalingrad și în Asediul Sevastopolului. El s-a predat Armatei Roșii în zona buzunarul Curlanda în 1945. A fost condamnat în 1950 la 25 de ani de muncă silnică într-un lagăr de muncă. Pflugbeil a fost eliberat în 1954. 

## Decorații
- Crucea de Fier cl. II (14 septembrie 1914) și cl. I (7 octombrie 1916)[2]
- Crucea de Fier cu barete cl. II (7 octombrie 1939) și cl. I (15 iunie 1940)[2]
- Ordinul Militar „Mihai Viteazul” cl. III-a (19 septembrie 1941)[1]
- Crucea de Cavaler al Crucii de Fier cu frunze de stejar
  - Crucea de Cavaler (5 octombrie 1941), în calitate de Generalleutnant și comandant al IV. Fliegerkorps[3]
  - Frunze de stejar (27 august 1944) ca General der Flieger și comandant al Luftflotte 1[4]
- Ordinul „Virtutea Aeronautică” de război cu spade, clasa Comandor (11 octombrie 1941) „pentru cooperarea eficace și intervenția în luptă, în sprijinul acțiunii armatei române, pentru cucerirea Basarabiei și pentru strânsa colaborare a Corpului IV Aviație cu Aviația Română în atacul Odesei”[5]